# Berezîne, Malîn
Berezîne (în ucraineană Березине) este un sat în comuna Horîn din raionul Malîn, regiunea Jîtomîr, Ucraina.

## Demografie
Componența lingvistică a localității Berezîne
     Ucraineană (97,32%)
     Rusă (2,68%)
Conform recensământului din 2001, majoritatea populației localității Berezîne era vorbitoare de ucraineană (97,32%), existând în minoritate și vorbitori de rusă (2,68%).